# Harukaze (Scandal-dal)
A Harukaze (a borító írásmódja szerint HARUKAZE) a Scandal japán együttes tizenhatodik kislemeze, amely 2012. február 22-én jelent meg Epic Records Japan kiadó gondozásában. A számot külön felkérésre írták a Bleach című anime-sorozathoz, melynek tizenötödik főcímdalaként volt hallható. 2011. december 22-én az együttes hivatalos Twitter-fiókján bejelentették, hogy a korongon helyet fog kapni az Orange Range Asterisk és az Aqua Timez Alones című számainak feldolgozása, mindkettő eredeti változata a Bleach korábbi főcímdala volt. A dalt először az Animax Studio Musix című műsorában adták elő február 5-én, a videóklipjét a Space Shower TV-n mutatták be három nappal később. A videót AT rendezte; egy részét, melyben az együttes látható 2012. január 19-én vették fel a jamanasi Fuefukigava Fruits Parkban.

## Számlista
| Normál kiadás (ESCL-3854) | Normál kiadás (ESCL-3854) | Normál kiadás (ESCL-3854) | Normál kiadás (ESCL-3854) | Normál kiadás (ESCL-3854) | Normál kiadás (ESCL-3854) | Normál kiadás (ESCL-3854) | Normál kiadás (ESCL-3854) | Normál kiadás (ESCL-3854) | Normál kiadás (ESCL-3854) |
| #                         | Cím                       | Dalszöveg                 | Zene                      | Hangszerelő               | Hossz                     |                           |                           |                           |                           |
| ------------------------- | ------------------------- | ------------------------- | ------------------------- | ------------------------- | ------------------------- | ------------------------- | ------------------------- | ------------------------- | ------------------------- |
| 1.                        | HARUKAZE                  | Scandal, Norijaszu Issiki | Norijaszu Issiki          | Acusi                     | 4:35                      |                           |                           |                           |                           |
| 2.                        | HARUKAZE (Instrumental)   | –                         | Norijaszu Issiki          | Acusi                     | 4:36                      |                           |                           |                           |                           |
| 9:11                      |                           |                           |                           |                           |                           |                           |                           |                           |                           |

| Limitált kiadás „A” (ESCL-3852) | Limitált kiadás „A” (ESCL-3852) | Limitált kiadás „A” (ESCL-3852) | Limitált kiadás „A” (ESCL-3852) | Limitált kiadás „A” (ESCL-3852) | Limitált kiadás „A” (ESCL-3852) | Limitált kiadás „A” (ESCL-3852) | Limitált kiadás „A” (ESCL-3852) | Limitált kiadás „A” (ESCL-3852) | Limitált kiadás „A” (ESCL-3852) |
| #                               | Cím                             | Dalszöveg                       | Zene                            | Hangszerelő                     | Hossz                           |                                 |                                 |                                 |                                 |
| ------------------------------- | ------------------------------- | ------------------------------- | ------------------------------- | ------------------------------- | ------------------------------- | ------------------------------- | ------------------------------- | ------------------------------- | ------------------------------- |
| 1.                              | HARUKAZE                        | Scandal, Norijaszu Issiki       | Norijaszu Issiki                | Acusi                           | 4:35                            |                                 |                                 |                                 |                                 |
| 2.                              | Alones                          | Futosi                          | Futosi                          | Aqua Timez                      | 4:31                            |                                 |                                 |                                 |                                 |
| 3.                              | HARUKAZE (Instrumental)         | –                               | Norijaszu Issiki                | Acusi                           | 4:36                            |                                 |                                 |                                 |                                 |
| 13:42                           |                                 |                                 |                                 |                                 |                                 |                                 |                                 |                                 |                                 |

| Limitált kiadás „B” (ESCL-3853) | Limitált kiadás „B” (ESCL-3853) | Limitált kiadás „B” (ESCL-3853) | Limitált kiadás „B” (ESCL-3853) | Limitált kiadás „B” (ESCL-3853) | Limitált kiadás „B” (ESCL-3853) | Limitált kiadás „B” (ESCL-3853) | Limitált kiadás „B” (ESCL-3853) | Limitált kiadás „B” (ESCL-3853) | Limitált kiadás „B” (ESCL-3853) |
| #                               | Cím                             | Dalszöveg                       | Zene                            | Hangszerelő                     | Hossz                           |                                 |                                 |                                 |                                 |
| ------------------------------- | ------------------------------- | ------------------------------- | ------------------------------- | ------------------------------- | ------------------------------- | ------------------------------- | ------------------------------- | ------------------------------- | ------------------------------- |
| 1.                              | HARUKAZE                        | Scandal, Norijaszu Issiki       | Norijaszu Issiki                | Acusi                           | 4:35                            |                                 |                                 |                                 |                                 |
| 2.                              | Asterisk (＊～アスタリスク～)   | Orange Range                    | Orange Range                    | Kei                             | 4:09                            |                                 |                                 |                                 |                                 |
| 3.                              | HARUKAZE (Instrumental)         | –                               | Norijaszu Issiki                | Acusi                           | 4:36                            |                                 |                                 |                                 |                                 |
| 13:20                           |                                 |                                 |                                 |                                 |                                 |                                 |                                 |                                 |                                 |